# Fritz Busch (Manager)
Fritz Franz Emanuel Busch (* 2. April 1884 in Arnsberg; † 22. Dezember 1958 ebenda) war ein deutscher Eisenbahnmanager. Er war der letzte Generaldirektor der Deutschen Reichsbahn in der Westzone und vom 7. September bis 31. Oktober 1949 der erste Generaldirektor der Deutschen Bundesbahn.

## Leben

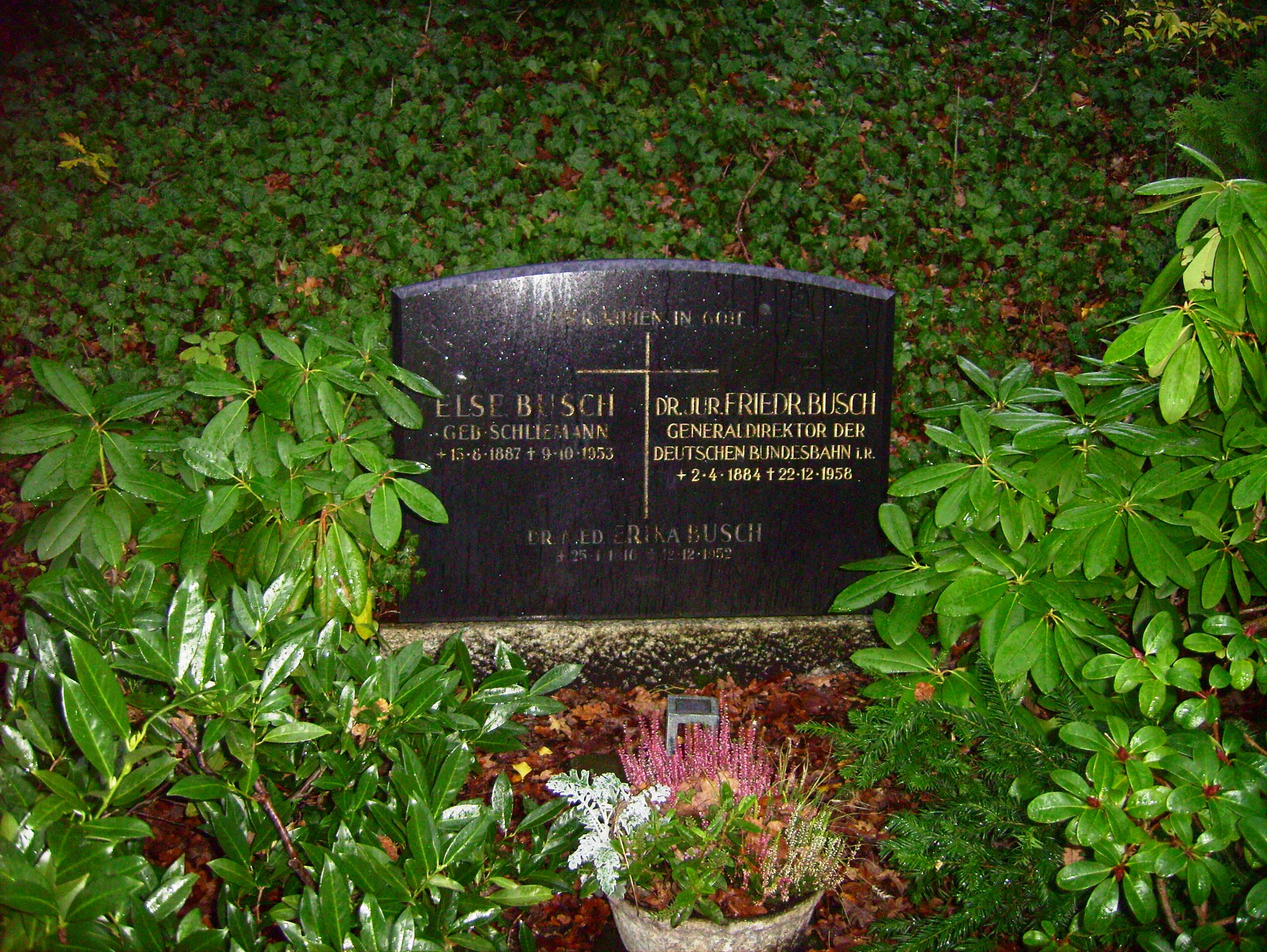
Grab des Ehepaars Busch

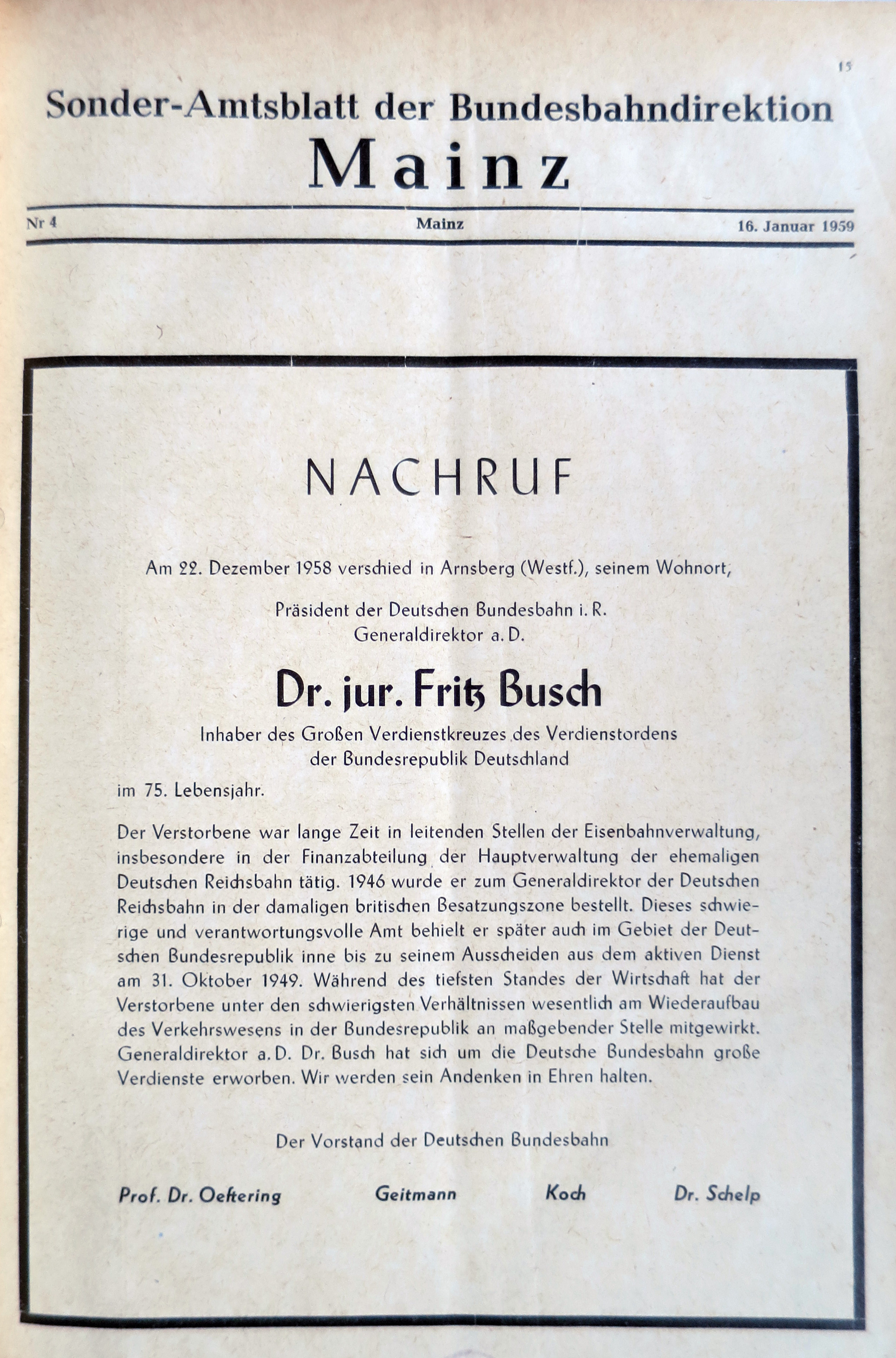
Traueranzeige und Nachruf

Busch war Sohn des Gymnasialprofessors Dr. h. c. Friedrich Busch. Er besuchte nach der Volksschule das Gymnasium Laurentianum. Danach studierte er Rechtswissenschaften in Bonn, München, Leipzig und Münster. Seine Promotion zum Dr. jur. legte er in Leipzig ab. Nach dem Assessorexamen war Busch zunächst als Rechtsanwalt in Essen und Berlin tätig. Später war er Richter.
Im Jahr 1918 wechselte Busch zur Deutschen Reichsbahn. Er war Dezernent bei den Reichsbahndirektionen in Köln und Kassel. Später ging er zur Zentrale nach Berlin. Seit 1932 war Busch als Referent im Reichsverkehrsministerium tätig.
Nach dem Ende des Zweiten Weltkriegs wurde Busch im August 1945 stellvertretender Generaldirektor der Reichsbahn für die britische Zone. Am 8. August 1946 folgte er dem verstorbenen Max Leibbrand als Generaldirektor der britischen Zone nach, kurz darauf ab 1. Oktober 1946 wurde er Reichsbahn-Generaldirektor für die Bizone. Im Dezember 1948 appellierte er öffentlich für einen raschen Überbrückungskredit, da er befürchtete, die Löhne und Gehälter der Beschäftigten nicht mehr zahlen zu können. Auch nach der Umbenennung der Reichsbahn in der Bundesrepublik zur „Deutschen Bundesbahn“ am 7. September 1949 blieb er Generaldirektor, jedoch nur für wenige Wochen. Seine Pensionierung zum 31. Oktober erfolgte aus Altersgründen, eine Ausnahme von der Regel wollte die Bundesregierung auch für Spitzenbeamte aus grundsätzlichen Erwägungen heraus nicht machen.
Nach seiner Pensionierung lebte Busch wieder in seinem Geburtsort Arnsberg. Er meldete sich mehrfach mit öffentlichen Beiträgen zur Debatte um ein neues Bundesbahngesetz zu Wort. 1952 verlieh ihm der Bundespräsident Theodor Heuss das Große Verdienstkreuz der Bundesrepublik Deutschland.